# Rhampholeon uluguruensis
Rhampholeon uluguruensis är en ödleart som beskrevs av  Colin Tilbury och EMMRICH 1996. Rhampholeon uluguruensis ingår i släktet Rhampholeon och familjen kameleonter. Inga underarter finns listade i Catalogue of Life.